# Rodda
Rodda (Ruonac in sloveno, Ruede in friulano) è una frazione del comune italiano di Pulfero in provincia di Udine.
Fu comune autonomo fino al 1929 quando, fuso al comune di Tarcetta, diede vita all'attuale comune di Pulfero.
Rodda è una frazione composta dalle seguenti piccole borgate, distanti anche alcuni chilometri l'una dall'altra: Bizonta/Bizonti, Brocchiana/Bročjana, Buttera/Butera, Clavora/Klavora, Cranzove/Kranjcove, Domenis/Domejža, Lacove/Lahove, Oriecuia/Oriehuje, Ossiach/Ošjak, Pocovaz/Pokovac, Scubina/Skubini, Sturam, Tumaz/Tuomac, Uodgnach/Uodnjak e Zeiaz/Zejci.
Queste borgate vengono generalmente suddivise nei gruppi di Rodda Alta e Rodda Bassa.